# Guimaras
Guimaras est une île de la mer de Sulu et une province des Philippines.

## Villes et municipalités
Municipalités
- Buenavista
- Jordan
- Nueva Valencia
- San Lorenzo
- Sibunag